# F.F.J. Bernlef
FFJ Bernlef is een studentenvereniging voor Friese jongeren in Groningen.
De officiële naam luidt FFJ Bernlef. Dit staat voor Feriening foar Fryske Jongerein (vereniging voor Friese jongeren) Bernlef. Bernlef is een studentenvereniging met een sterke Friese identiteit, die aangesloten is bij de Contractus en de Federaasje fan Fryske Studinteferienings.

## Historie

### Eerste jaren
Begin maart 1925 deed Ruerd Heech in de toenmalige Universiteitskrant een oproep aan Friese studenten. Het Groninger studentencorps Vindicat had dan wel een Fries Bittergenootschap (Frisia), maar hij had het vermoeden dat er behoefte was aan een niet-corporale Friese vereniging. De oprichtingsvergadering vond plaats op 20 mei 1925. Hierbij waren 6 mannen en 1 vrouw aanwezig. De eerste jaren waren voor de vereniging lastig. Het ledenaantal was niet erg groot, net als de activiteiten van de toenmalige leden. Halverwege de jaren dertig begon de vereniging langzaam te groeien en werden er veelal literaire en geschiedkundige lezingen gehouden. Van de periode voor de oorlog is echter weinig bewaard gebleven.

### Oorlog
Tijdens het eerste oorlogsjaar mocht de vereniging haar activiteiten blijven uitvoeren. In 1942 kwam hier verandering in. Alle activiteiten werden verboden, maar deze gingen in het geheim door. Door het geheime karakter van de activiteiten is hiervan weinig gedocumenteerd.

### Na de oorlog
In de jaren 60 was de "medyske praatrûnte" actief. Hoe deze rûnte (vergelijkbaar met een dispuut) ontstaan is, is niet bekend. Wel is bekend dat de deelnemers weinig met medische zaken te doen hadden. Ze organiseerden politieke, literaire en geschiedkundige avonden, waarbij veel aandacht werd geschonken aan de Friese taal en cultuur. Destijds had Bernlef nog geen eigen pand. De bijeenkomsten werden bij mensen thuis georganiseerd of in de kroeg. Detail: nog steeds (anno 2022) ontmoeten de leden van de M.P. elkaar jaarlijks.
Het Bernlef van toen was politiek en maatschappelijk bijzonder actief. Bernleffers streden voor de Friese zaak, waarbij een groot aantal leden voor Friese autonomie waren. Dit blijkt uit het grote aantal leden dat actief was voor de Fryske Organisaasje foar Kulturele Autonomy (FOKA). De FOKA organiseerde velerlei acties ter bevordering van de Friese taal en cultuur. Zo werden begin jaren 70 telefoonboeken van Friesland verbrand, omdat de toenmalige PTT de plaatsnamen niet in het Fries wilde vermelden.

### Eigen pand
Vanaf 1965 was er behoefte aan een eigen pand. Halverwege 1971 huurde de vereniging een gebouw van de gemeente. Het oude bananenpakhuis aan de Tuinstraat was al een tijdje in verval geraakt. Sinds 1971 zijn er drie grote verbouwingen geweest en sinds 1981 is het pand eigendom van Stichting Eigen Honk Bernlef.

### Jaren 80/90
Na de felle jaren 70 werd de sfeer gemoedelijker. De vereniging veranderde steeds meer naar gezelligheidsvereniging. Er ontstond een tweedeling in de vereniging tussen leden die streden voor de Friese taal en cultuur, en leden die de nadruk legden op gezelligheid. De laatste groep werd steeds groter, deels door het steeds belangrijker worden van de KEI-week. Door de KEI-week (sinds 1969) werd een bredere groep studenten aangesproken en ging de promotie voor Bernlef verder dan alleen mond–tot–mondreclame tussen de Friese studenten.

### Kameleonfilm
Alhoewel Bernlef langzaam veranderd is in een gezelligheidsvereniging, is de Friese identiteit niet verdwenen. Dit werd duidelijk toen in 2003 de Nederlandstalige film De schippers van de Kameleon uitkwam. Bernlef was van mening dat in de film Fries moest worden gesproken omdat het verhaal zich afspeelt in Fryslân.
Hierop besloten leden zelf een Friese parodie op deze film te maken, met als titel De Kameleon sjocht yn it waar. In de film spelen voornamelijk leden van de vereniging, maar ook bekende Nederlanders zoals Piet Paulusma, Foppe de Haan, Ids Postma, Jaap Nienhuis en Hans Wiegel. De film werd een groot succes. Overal in Friesland werd de film in dorpshuizen en scholen vertoond.
Uitgeverij Kluitman was van mening dat Bernlef met het uitbrengen van de film inbreuk op het auteursrecht heeft gepleegd en hierop heeft de uitgeverij een rechtszaak aangespannen tegen de studentenvereniging. De uitspraak volgde in 2007. Bernlef moest de uitgeverij een schadevergoeding betalen van ruim 10.000 euro.
In de zomervakantie van 2008 hield Bernlef onder de naam Bernlef Yn Aksje (BYA) een driedaagse benefietactie om het geld voor de schadevergoeding in te zamelen. De Elfstedentocht werd gefietst met een fietscafé, in Franeker werd een Friese Kennisquiz georganiseerd en in Dokkum kon men strijden om de 'sterkste man'-titel. De actie werd afgesloten met een benefietconcert in Sneek. Onder anderen Piter Wilkens, Jitiizer, Sebeare, Ernst Langhout, Pigmeat en Putkapel hebben hun medewerking hieraan verleend. De actie heeft genoeg geld opgeleverd om de schadevergoeding te kunnen betalen.

### Tegenwoordig
FFJ Bernlef is een studentenvereniging die zich kenmerkt door een open beleid waarbij alle leden gelijkwaardig zijn. FFJ Bernlef kent dan ook geen ontgroening of een verplichte introductietijd. De Friese identiteit staat nog steeds hoog in het vaandel bij Bernlef. De voertaal op de vereniging is Fries en ook alle interne communicatie is in het Fries. In navolging van de Friese communicatie gebruikt het sinds eind 2014 ook de Friese extensie voor haar website (.frl)

#### 16de lustrum
Met het 16e lustrum organiseerde FFJ Bernlef de verkiezing van de Ferneamde Friezen, een tegenhanger van de grootste Nederlander. In 2004-2005 bestond het verenigingsorgaan De Harpe 50 jaar, wat resulteerde in een jubileumeditie met de naam 'De Klok', een knipoog naar de allereerste Harpe met dezelfde naam. De jubileumweek werd afgesloten met een jubileumrevue voor en door leden in een uitverkocht Huize Maas. Een andere actie was een speurtocht naar 80 verschillende soorten Beerenburg in één dag. De vereniging Bernlef kwam verder nog in het nieuws toen in 2004 Theo van Gogh (regisseur) de Vierdaagse van Nijmegen liep in een clubshirt.

#### 17de lustrum
In het jaar 2010 bestond FFJ Bernlef 85 jaar en organiseerde gedurende het hele jaar verschillende activiteiten. Zo heeft Bernlef bij beerenburgdestilleerderij Weduwe Joustra haar eigen drankje ontwikkeld, genaamd Bernlef's Lok (Fries voor Bernlef geluk, of Bernlefs slok). Tijdens het lustrumcongres in maart traden Gerrit Breteler en Piter Wilkens op. Laatstgenoemde heeft ook een liedje over Bernlef geschreven, Bernlef boppe. Het lustrumjaar werd afgesloten met een lustrumweek in april, waarbij een documentaire over de geschiedenis van Bernlef werd gepresenteerd.

#### 18de lustrum
In 2015 is het 18de lustrum van de Friese vereniging gevierd, onder leiding van het bestuur "Feroaring fan lucht" wat "verandering van lucht" betekent. Voor dit lustrum is er bij Weduwe Joustra opnieuw een lustrumlikeur gebrouwen: Gouden Tiid. Dit is een citroenlikeur met goudsnippers. De eerste fles is gebotteld door Piter Wilkens en de laatste door Wout Zijlstra, voormalig sterkste man van Friesland.